# ニコール・パールマン
ニコール・パールマン（Nicole Perlman, 1981年12月10日 - ）は、アメリカ合衆国出身の脚本家である。マーベル・シネマティック・ユニバース映画の『ガーディアンズ・オブ・ギャラクシー』（2014年）の脚本、同じくマーベルの『キャプテン・マーベル』（2019年）の原案、同名のゲームを原作とした『名探偵ピカチュウ』（2019年）の原案で知られる。

## 生い立ち
コロラド州ボルダーで生まれる。ユダヤ系として育てられる。ボルダーで育ち、ボールダー・ハイスクールに通った。その後はニューヨーク大学のティッシュ・スクール・オブ・アーツで映画と演劇の脚本を学び、2003年にBFAを得て卒業する。彼女はトライベッカ映画祭で『Challenger』の脚本によりスローン科学奨励賞を獲得した。

## キャリア
2009年に彼女はマーベルの脚本執筆プログラムに登録され、その際に脚本の基となる知名度の少ない著作物をいくつか提示された。宇宙とサイエンス・フィクションに興味を持っていたパールマンはこれらの中からダン・アブネットとアンディ・ランニングの『ガーディアンズ・オブ・ザ・ギャラクシー』を選んだ。「提示された他のタイトルが何かは明かせませんが、そのうち1つはジェンダーに基づいた、私にとってもう少し適当なものだったことは言えます」と彼女は語り、「私がガーディアンズを選んだとき、彼らは少し驚いたと思いますよ。なぜならロマンティック・コメディ作家かそれに類する者にはもっと理にかなったものがあったのだから」と続けた。パールマンは2年にわたって草案を書き上げ、『ガーディアンズ』の世界に身を浸した。2011年後半にパールマンは別の草案の作成を依頼され、2012年初頭にはジェームズ・ガンが新たに脚本に加わり、監督にも就任した。
パールマンは2018年に短編映画『The Slows』で監督デビューし、ファンタスティック・フェストでワールド・プレミアが行われた。これは『ザ・ニューヨーカー』に掲載されたゲイル・ハレーヴンに短編小説の翻案であり、アネット・マヘンドルとブリーダ・ウールが出演した。
2019年公開の『キャプテン・マーベル』では原案者の1人としてクレジットされた。同年公開の『名探偵ピカチュウ』では『怪奇ゾーン グラビティフォールズ』の創始者のアレックス・ハーシュと共同で初期脚本を執筆していたが、最終的に原案としてクレジットされたのはパールマンとベンジー・サミット、ダン・ヘルナンデスであった。

### 待機中のプロジェクト
2016年1月、パールマンが『ラビリンス/魔王の迷宮』の続編の脚本を書くことが報じられた。同年10月、ワーナー・ブラザース、ヴィレッジ・ロードショー、チーム・ダウニーはガイ・リッチー監督の『シャーロック・ホームズ』の3作目のための脚本家ルームを開設し、パールマン、ジャスティン・マレン、ジェニーヴァ・ロバートソン＝ドウォレット、キーラン・フィッツジェラルドらが招かれた。

## フィルモグラフィ
| 年   | 日本語題 原題                                              | 役割               | 備考           |
| ---- | ---------------------------------------------------------- | ------------------ | -------------- |
| 2011 | マイティ・ソー Thor                                        | 脚本コンサルタント | クレジット無し |
| 2014 | ガーディアンズ・オブ・ギャラクシー Guardians of the Galaxy | 脚本               |                |
| 2017 | Raising a Rukus                                            | 脚本・製作総指揮   | 短編映画       |
| 2018 | The Slows                                                  | 脚本・監督         |                |
| 2019 | キャプテン・マーベル Captain Marvel                        | 原案               |                |
| 2019 | 名探偵ピカチュウ Pokémon Detective Pikachu                 | 原案               |                |